# Scharfkraut
Das Scharfkraut (Asperugo procumbens), auch Niederliegendes Scharfkraut oder Schlangenäuglein genannt, ist die einzige Art der Pflanzengattung Asperugo innerhalb der Familie der Raublattgewächse (Boraginaceae). 

## Beschreibung

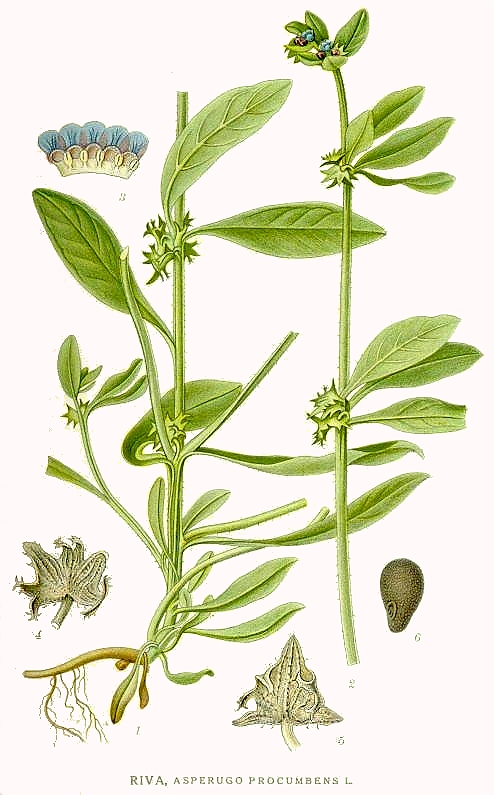
Illustration

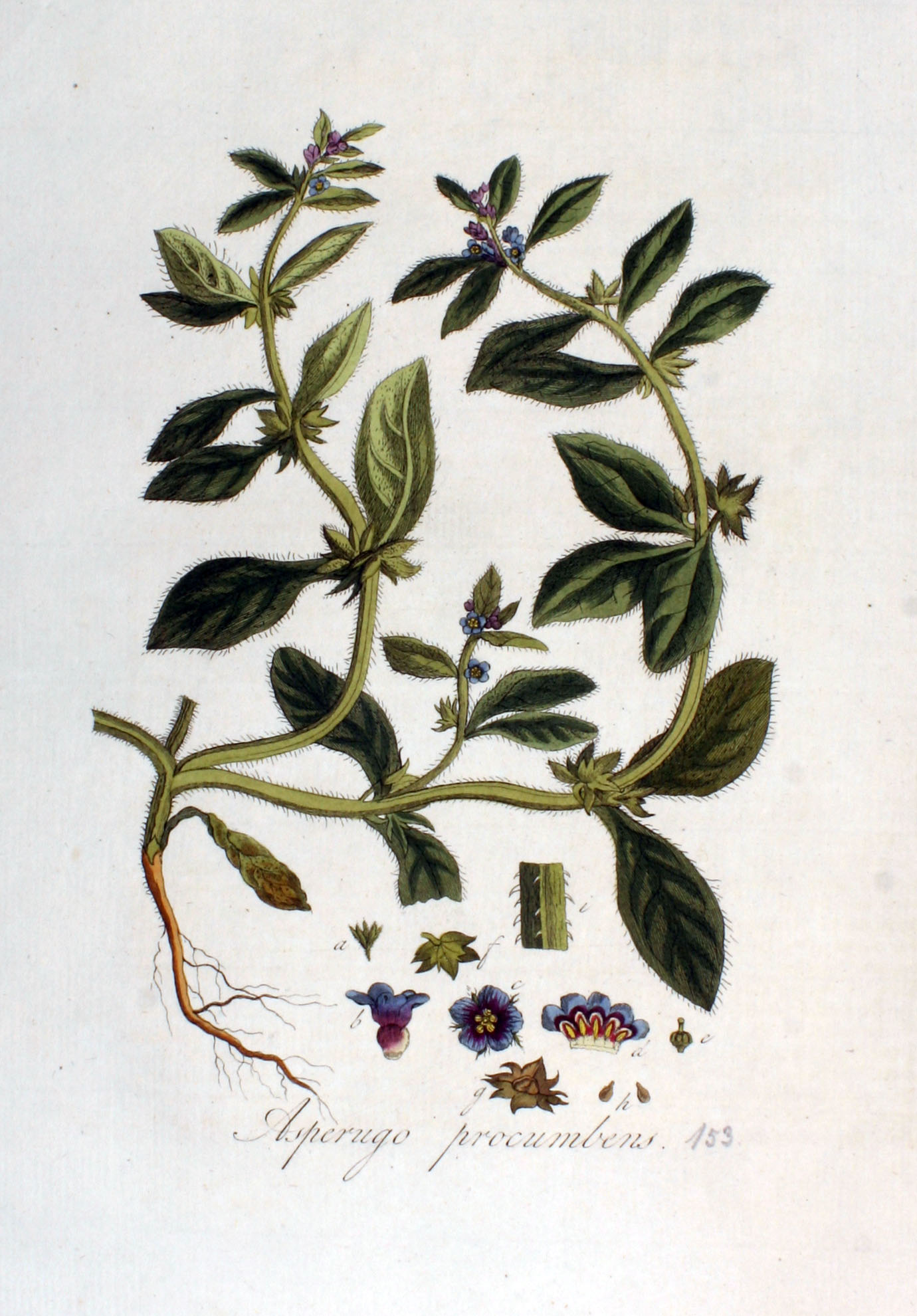
Illustration aus Flora Batava, Volume 2

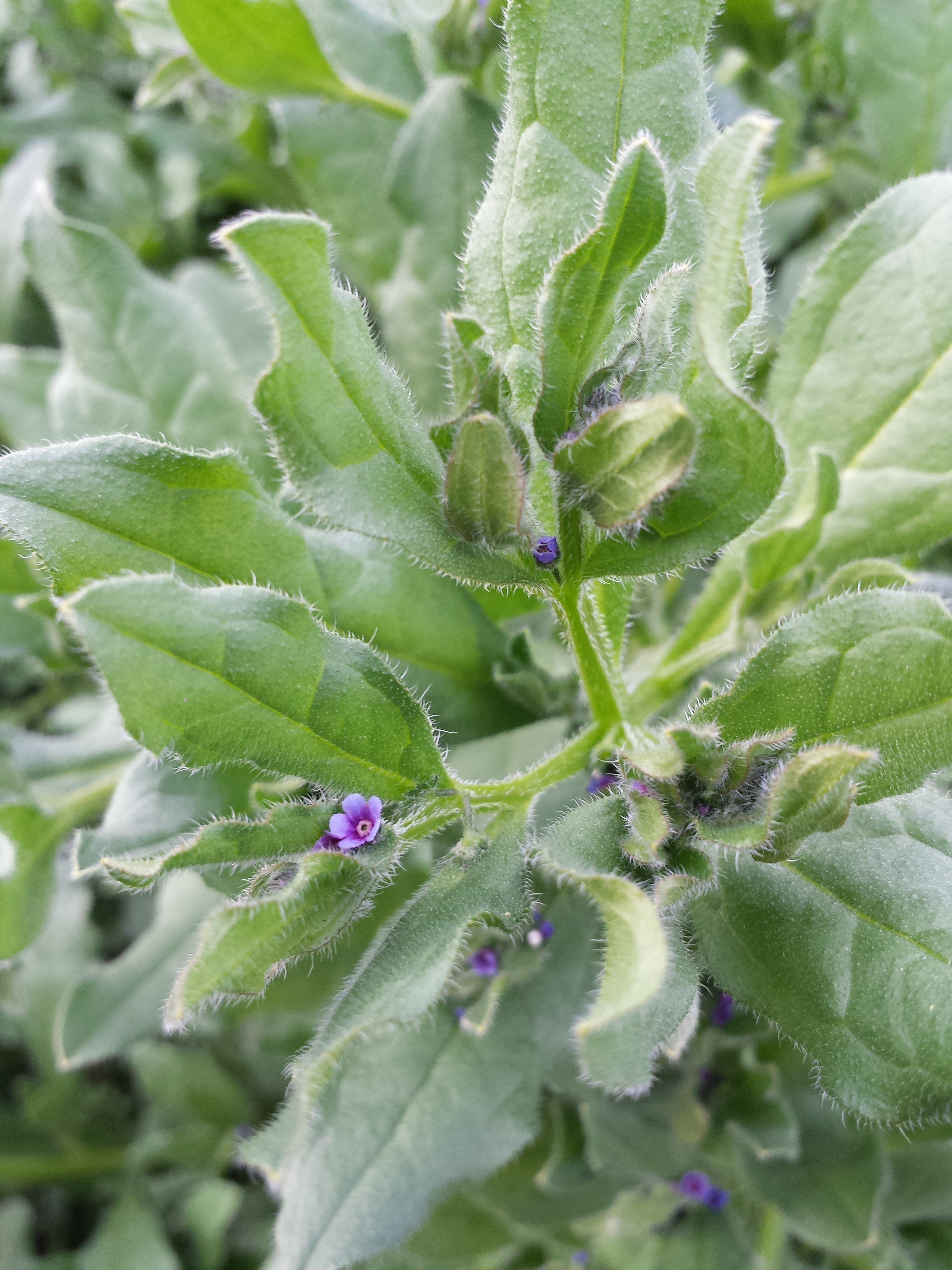
Habitus von oben mit fünfzähligen Blüten

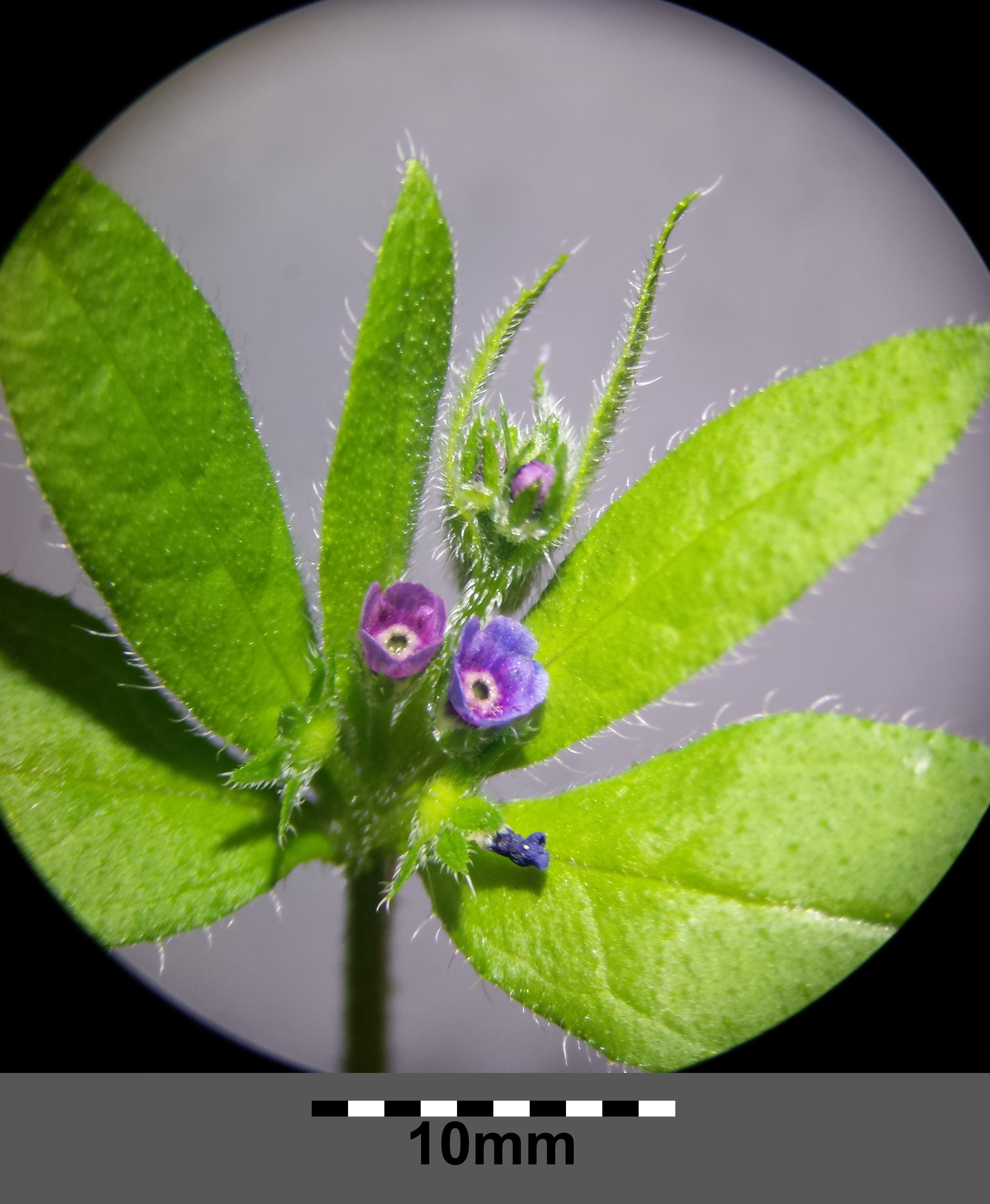
Blütenstand

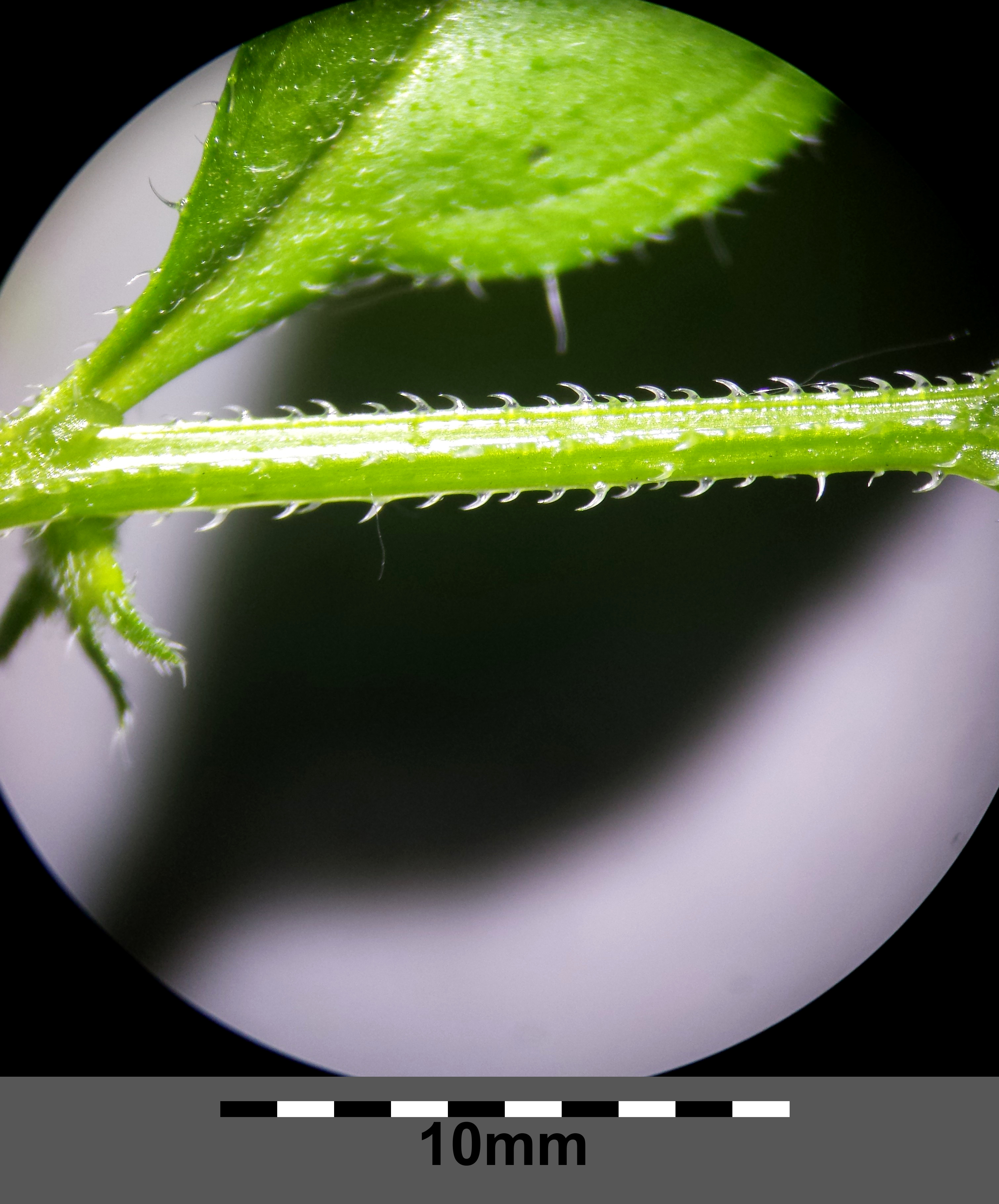
Blütenstandsachse mit Widerhaken

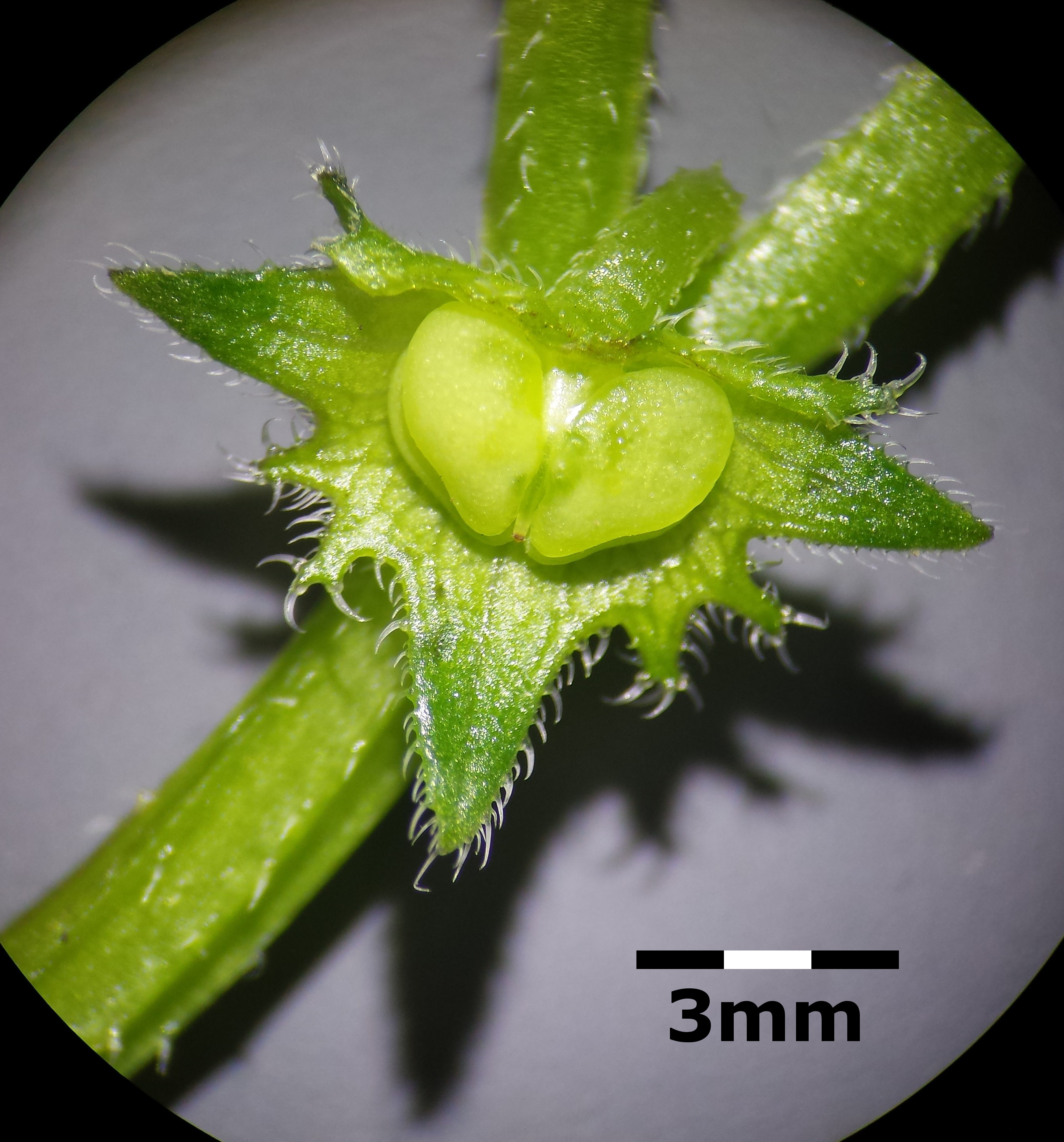
Der gezähnte Kelch ist nach der Anthese stark vergrößert und flach zusammengedrückt und hüllt die Frucht ein. Das obere Kelchblatt wurde hier entfernt, um einen Blick auf die Frucht zu ermöglichen.

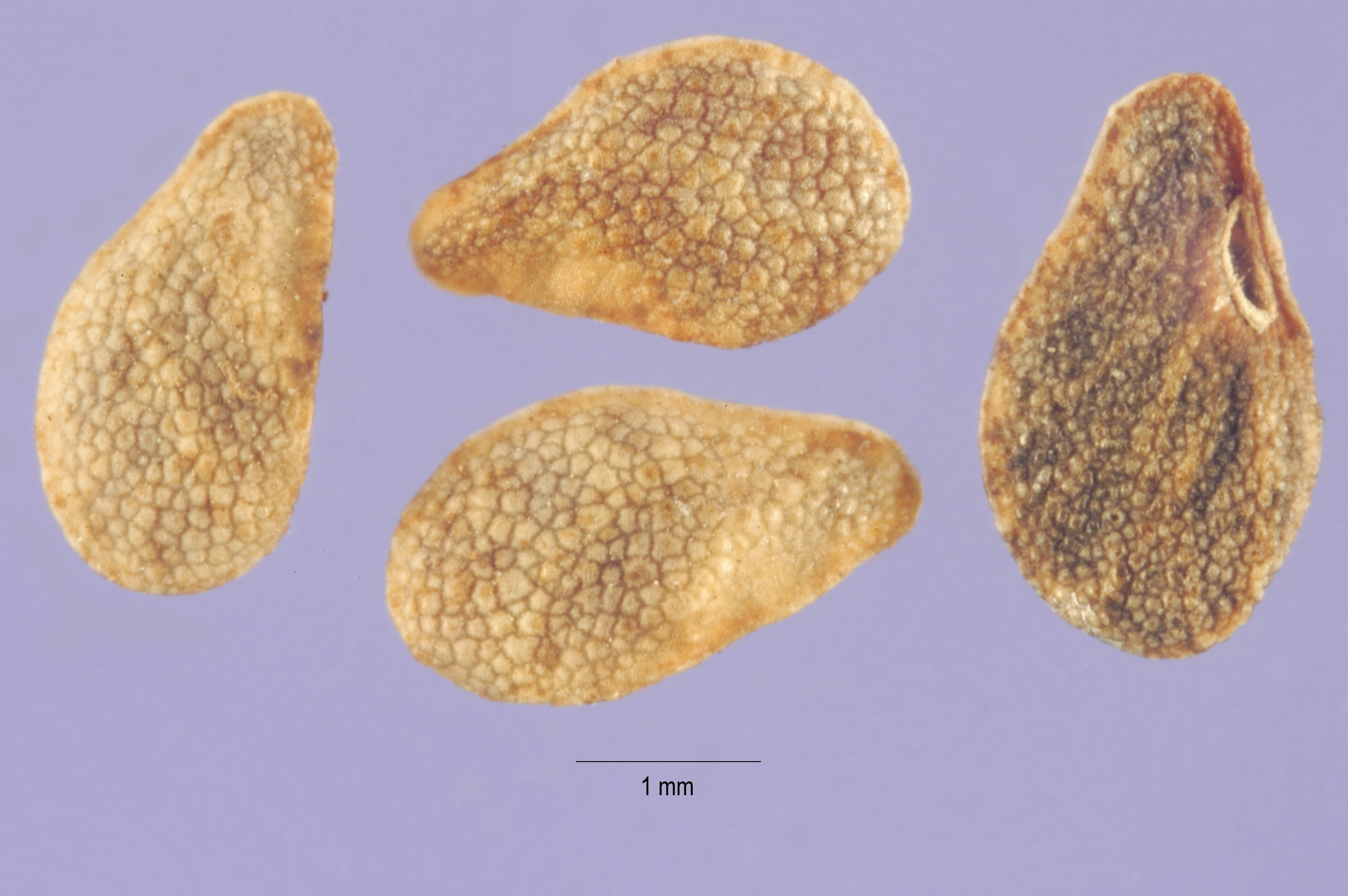
Samen

### Vegetative Merkmale
Das Scharfkraut wächst als kletternde bis niederliegende einjährige krautige Pflanze. Die oberirdischen Pflanzenteile sind rau behaart. Der bis zu 90 Zentimeter lange, meist unverzweigte Stängel ist hohl und besitzt fünf bis sechs Kanten. Die Kanten tragn starre, rückwärts gebogene Zahnhaare. Von den am Stängel verteilt angeordneten, einfachen Laubblättern stehen die unteren wechselständig, nach oben hin werden die Blätter kleiner und fast gegenständig. Die Blätter sind elliptisch-spatelig, in einen deutlichen Stiel verschmälert und auf beiden Seiten locker abstehend rauharig. Der Blattrand ist glatt oder fein gezähnt.

### Generative Merkmale
Die Blüten stehen einzeln oder zu mehreren in den Blattachseln. Es kann ein kurzer Blütenstiel vorhanden sein. Die relativ kleinen Blüten sind fünfzählig mit doppelter Blütenhülle (Perianth). Die fünf Kelchblätter sind bis unterhalb ihrer Mitte verwachsen. Der etwa 1,6 Millimeter breite Kelch ist etwa regelmäßig fünfzipfelig und vergrößert sich stark auf bis zu 8 Millimeter bis zur Fruchtreife, wobei die Kelchzipfel zweizähnig enden. Die fünf meist blauen bis violetten, selten weißen Kronblätter sind röhrig verwachsen. Die Kronlappen sind etwas ungleich. Die fünf Schlundschuppen sind höckerartig. Die fünf Staubblätter ragen wie der Griffel meist nicht aus der Kronröhre hervor. Die Staubfäden sind sehr kurz und die Staubbeutel sind mit 0,6 Millimeter relativ kurz länglich. Der 0,8 Millimeter lange Griffel überragt die Kronröhre nicht und endet in einer kopfigen Narbe. 
Die vier Teilfrüchte der Klausenfrucht sind aufrecht, schmal eiförmig, fast flach, beidseitig zusammengepresst und etwa 3 Millimeter groß. Sie blüht und fruchtet in Mitteleuropa von Mai bis August, teilweise von April bis November.
Die Chromosomenzahl beträgt 2n = 48.

## Ökologie
Beim Scharfkraut handelt es sich um einen mesomorphen Therophyten.
Es erfolgt Selbstbestäubung und Klettausbreitung.

## Vorkommen
Asperugo procumbens ist in Eurasien und Nordafrika weit verbreitet. Sie ist in manchen Gebieten der Erde, beispielsweise in den USA ein Neophyt. Im deutschsprachigen Raum ist die Art möglicherweise nur in Österreich heimisch.
1839 und 1980 wurde es in Deutschland nur im NSG Max Schultze Steig nachgewiesen. 
In Österreich tritt das Scharfkraut im pannonischen Gebiet zerstreut, sonst selten auf. Die Vorkommen erstrecken sich auf alle Bundesländer, in Oberösterreich sind nur unbeständige Vorkommen bekannt. Im Gebiet der Alpen und im nördlichen Alpenvorland gilt das Scharfkraut als gefährdet.
Das Scharfkraut wächst in Mitteleuropa in Lägergesellschaften unter überhängenden Felsen, an Wegen und Mauern auf sommerwarmen, mäßig trockenen, nährstoffreichen und basenreichen, meist kalkhaltigen, milden, oft humusarmen, lockeren steinigen Ton- und Lehmböden. Es ist ein Stickstoffzeiger. Es ist in Mitteleuropa eine Charakterart des Sisymbrio-Asperuginetum aus dem Sisymbrion-Verband, kommt aber auch in anderen Gesellschaften dieses Verbands oder in denen des Verbands Onopordion vor.
Es kommt in der Schweiz im Münstertal am Piz Terza 2080 Meter und im Kanton Wallis am Grand Chavalard bis 2110 Meter Meereshöhe vor.
Die ökologischen Zeigerwerte nach Landolt & al. 2010 sind in der Schweiz: Feuchtezahl F = 2+ (frisch), Lichtzahl L = 4 (hell), Reaktionszahl R = 4 (neutral bis basisch), Temperaturzahl T = 2+ (unter-subalpin und ober-montan), Nährstoffzahl N = 5 (sehr nährstoffreich bis überdüngt), Kontinentalitätszahl K = 4 (subkontinental).

## Systematik
Die gültige Erstveröffentlichung des Gattungsnamens Asperugo erfolgte 1753 durch Carl von Linné in Species Plantarum, 1, S. 138 mit der einzigen Art Asperugo procumbens L. Synonyme für Asperugo procumbens L. sind: Asperugo alba Mazziari, Asperugo erecta I.Pop, Asperugo vulgaris Dum.Cours., Asperugo vulgaris Bubani.
Die Gattung Asperugo gehört zur Tribus Asperugeaeae in der Unterfamilie Boraginoideae innerhalb der Familie der Boraginaceae.

## Trivialnamen
Im deutschsprachigen Raum werden oder wurden für diese Pflanzenart, zum Teil nur regional, auch die weiteren Trivialnamen Deutscher Berufswart (Tübingen), Schlangenäuglein (Ostpreußen) und Teufelsleiter (Hessen) verwandt.